# Langen, Hessen
Langen (Hessen) är en stad i distriktet (Landkreis) Offenbach i förbundslandet Hessen. Den ligger alldeles söder om Frankfurt am Main och norr om Darmstadt.
Äldsta kända omnämnandet av orten är i en urkund från år 834, där orten kallas Langungon.

## Demografi
Statistik från Hessisches Statistisches Landesamt
Statistisches Landesamt Hessen: Historisches Gemeindeverzeichnis für Hessen
Betzendörfer: Die Geschichte der Stadt Langen
| Diagram, år 1834 till 2015 |

## Vänorter
Langen har följande vänorter:
- Romorantin-Lanthenay, sedan 1968
- Long Eaton, sedan 1970
- Tarsus, sedan 1991
- Aranda de Duero, sedan 2006

## Galleri

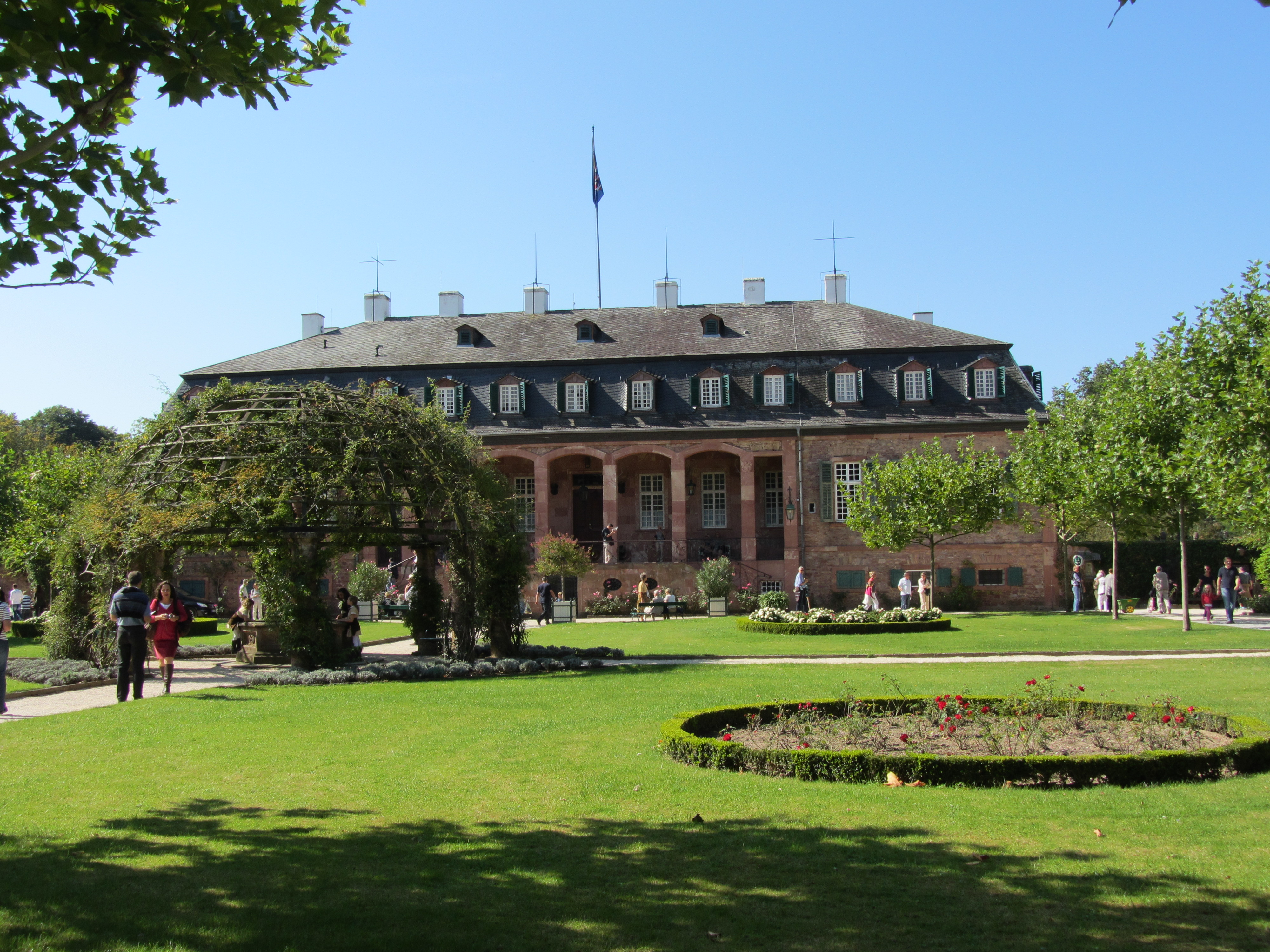
Slott "Schloss Wolfsgarten" (2012)
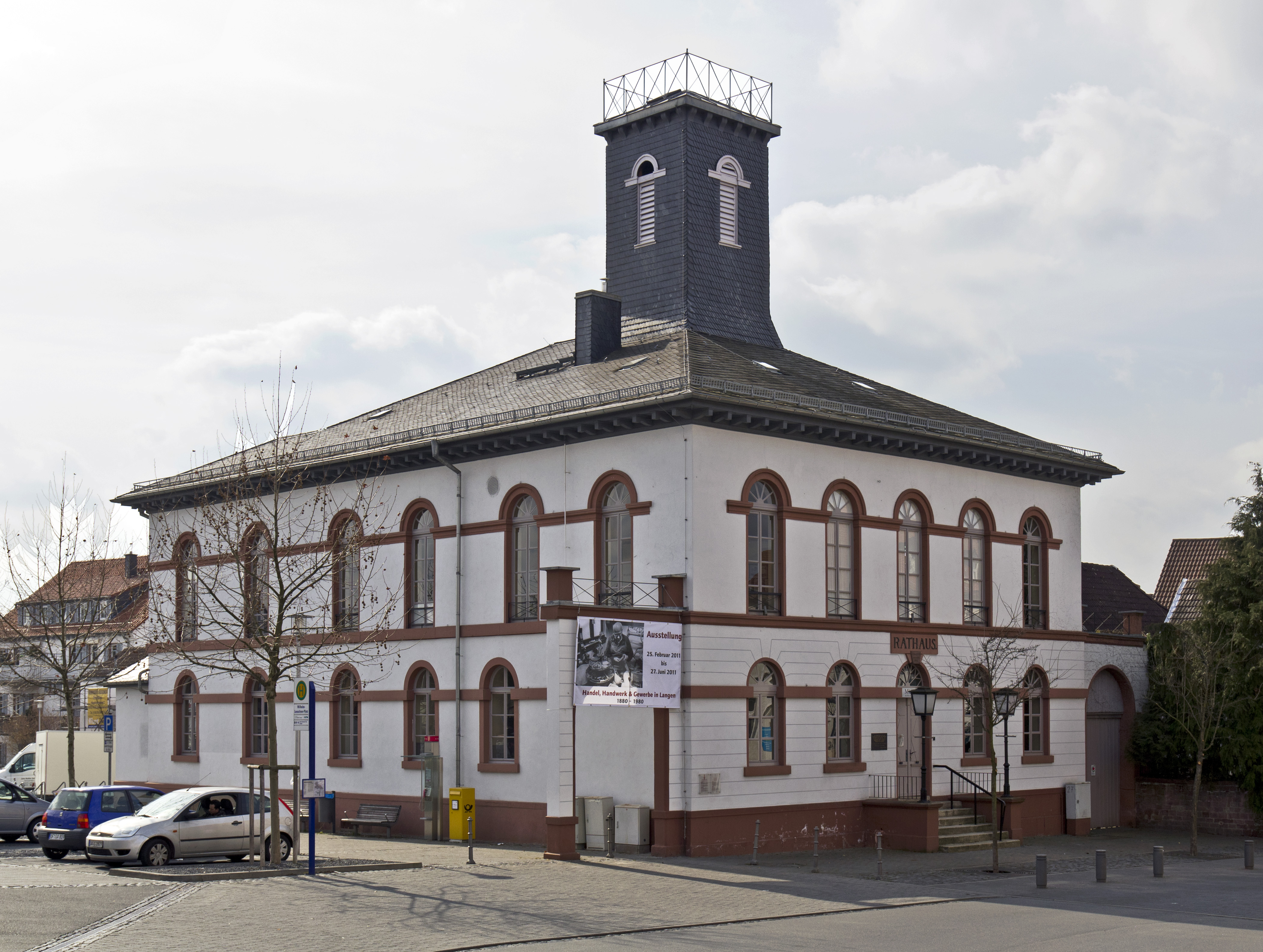
Gamla rådhuset (2011)
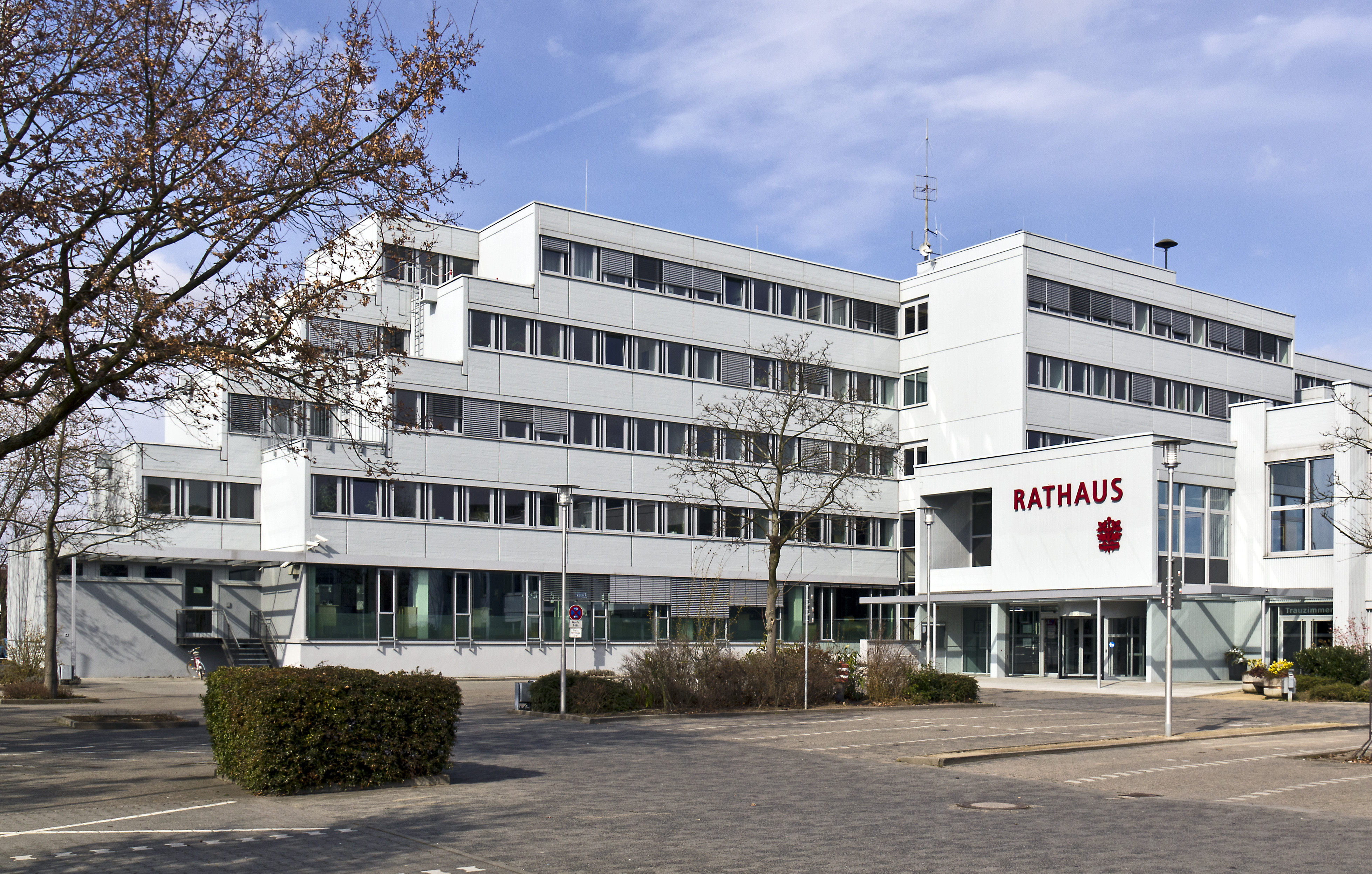
Nya rådhuset (2011)
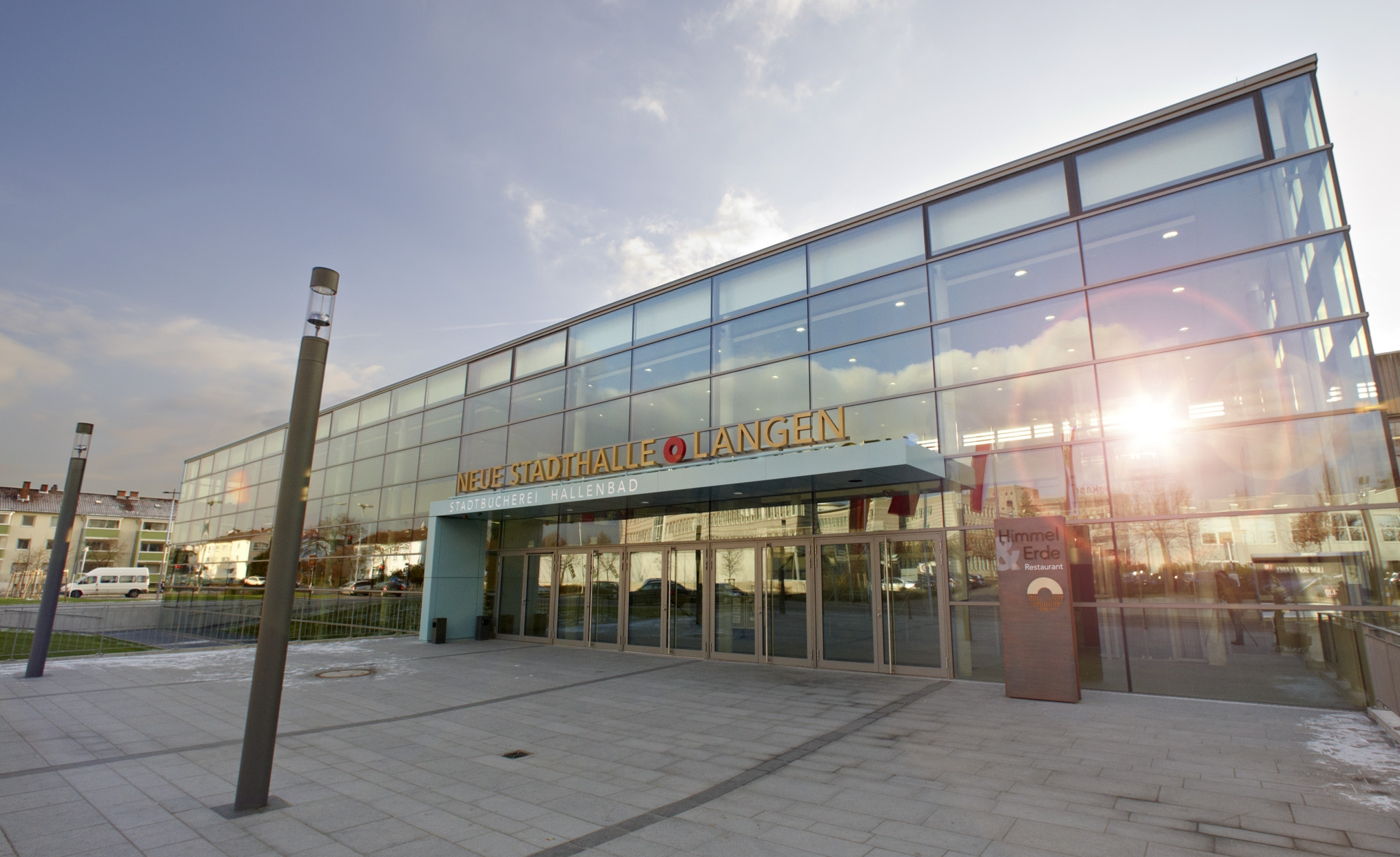
"Stadthalle" (2015)
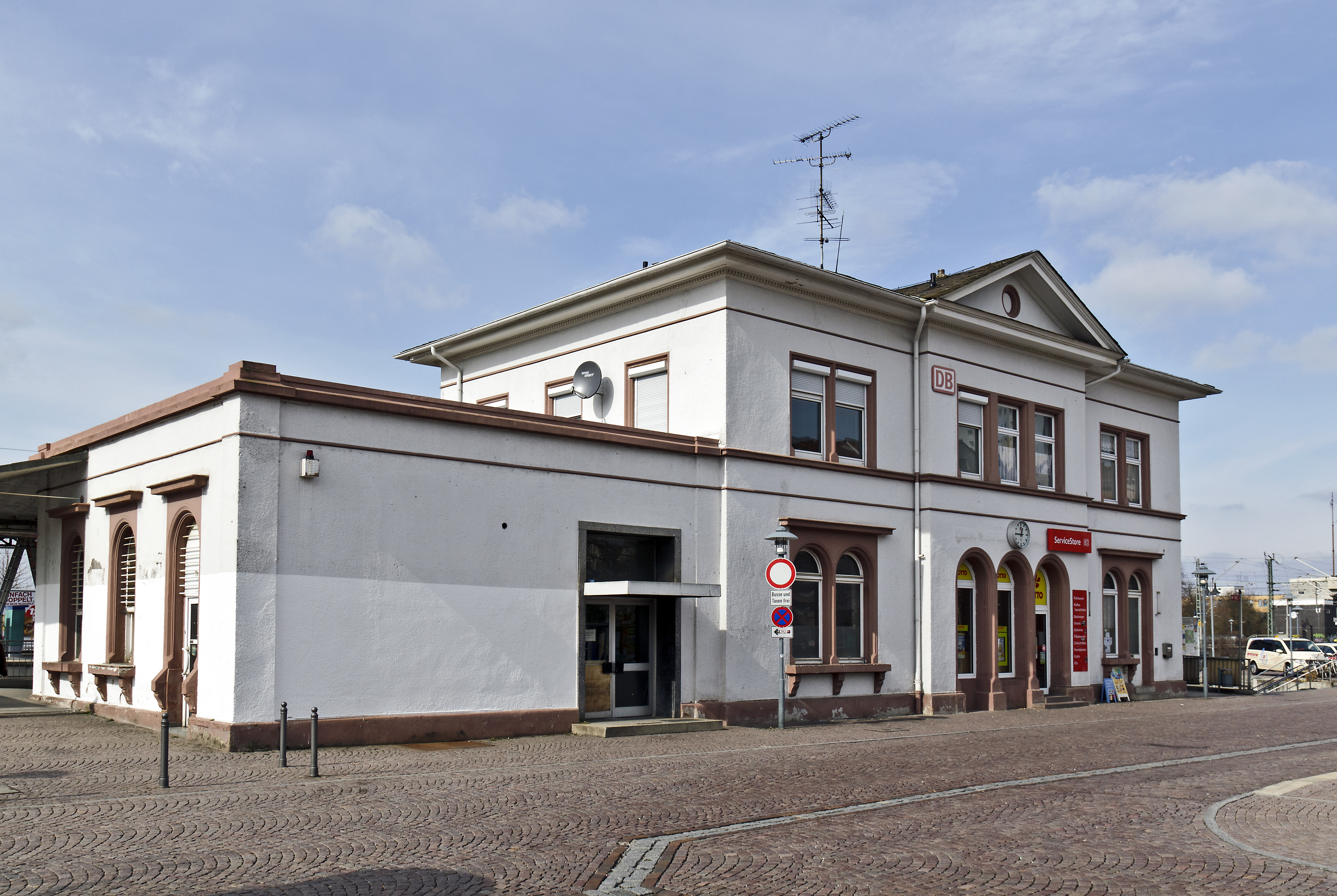
Järnvägsstation (2011)
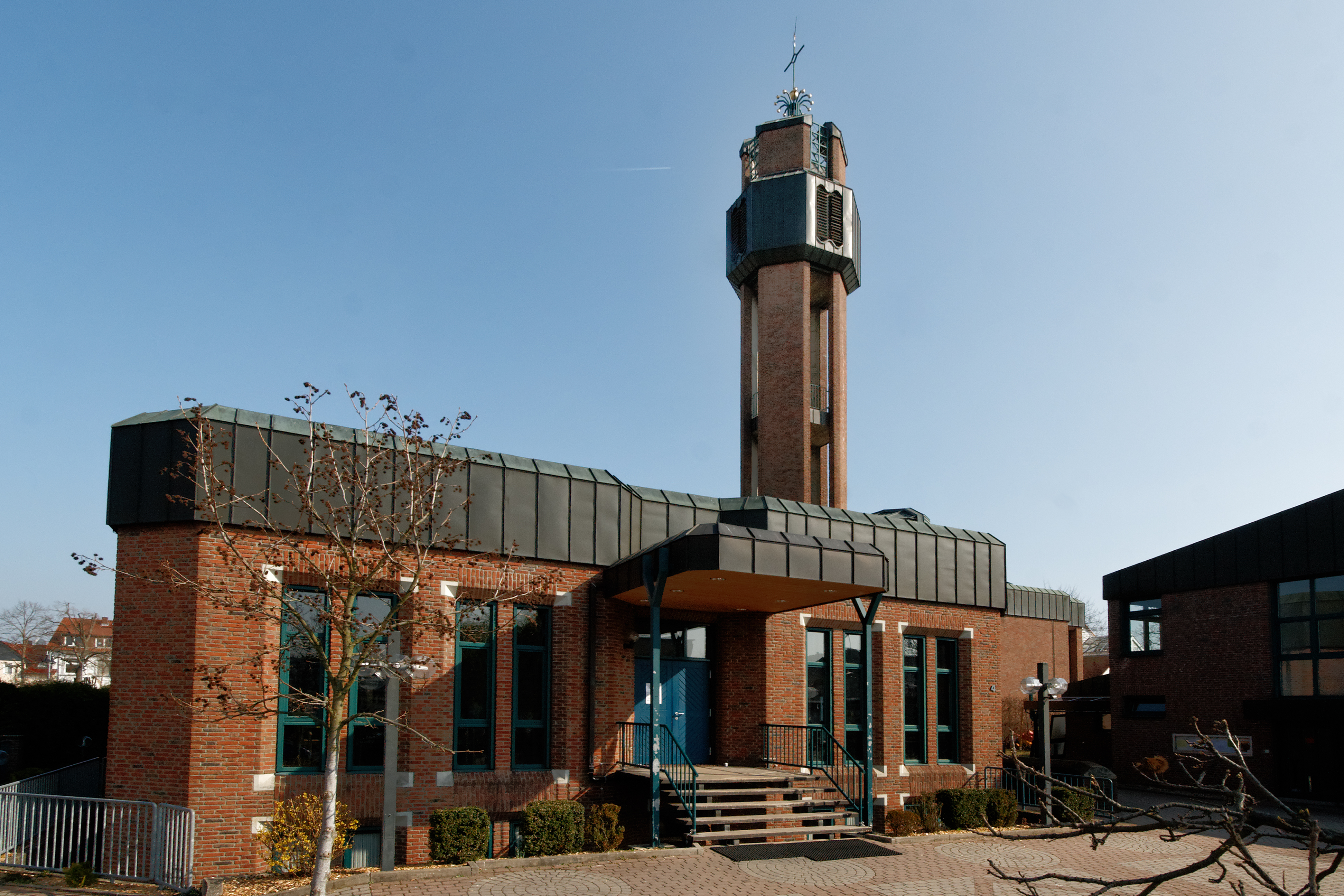
Katolsk kyrka (2012)
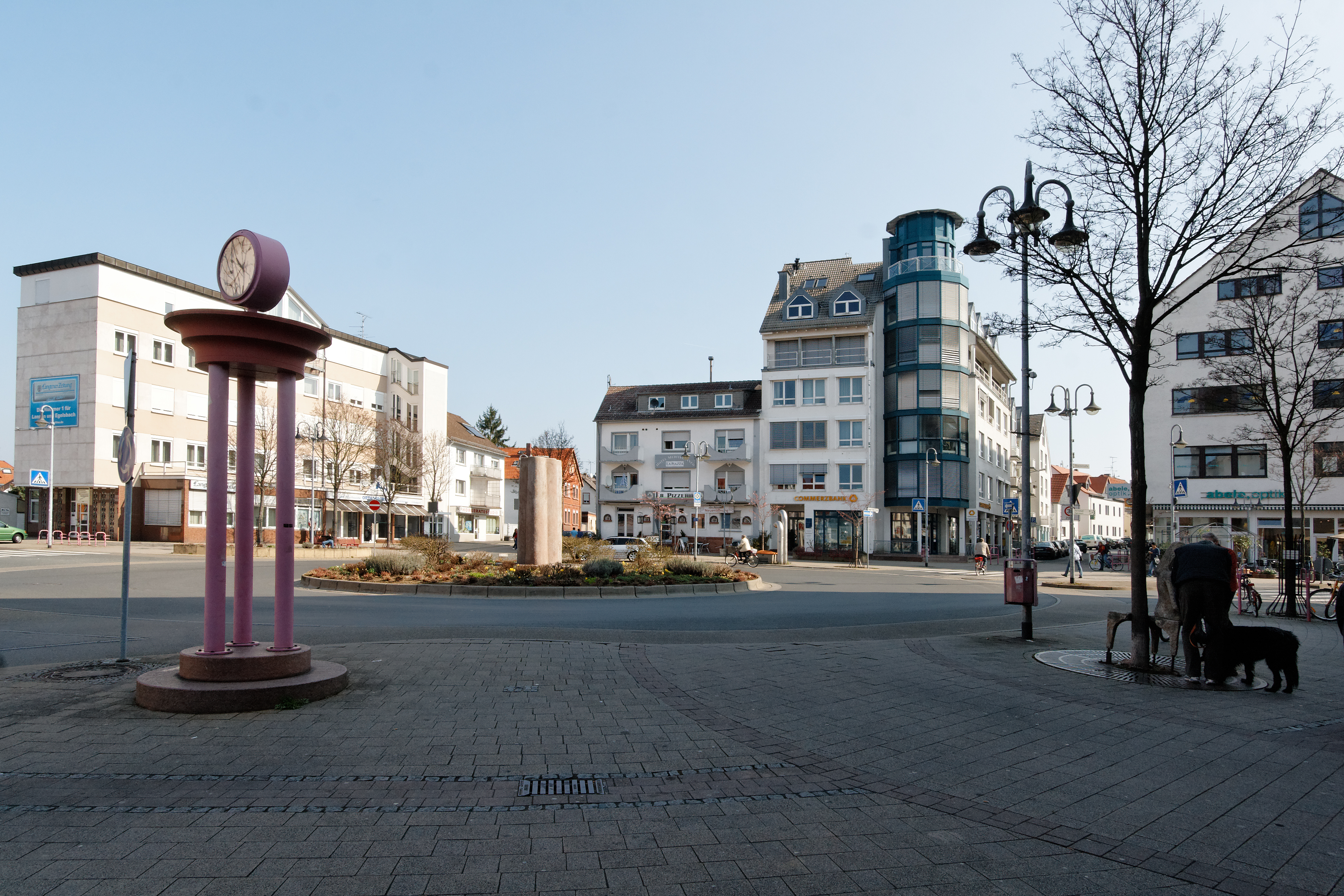
"Lutherplatz" (2012)